# Over stok og sten
Over Stok Og Sten er Bikstok Røgsystem debutalbum fra 2005. 

## Modtagelse
Albummet blev godt modtaget af anmelderne og fik 6/6 mulige stjerner i musikmagasinet GAFFA.
Førstesinglen "Cigar" blev indspillet sammen med Little T og nåede #3 på Tjeklisten og #19 på Tracklisten. Den næste single, "Fabrik", som hvor Erik Clausen medvirkede, nåede #8 på Tjeklisten og #18 på Tracklisten. De næste to "DK's koner" og "Radio" nåede henholdsvis #17 og #10 på Tjeklisten.

## Spor
| #   | Titel            | Producer(e)    | Længde |
| --- | ---------------- | -------------- | ------ |
| 1.  | "DK's Koner"     | 59 P & Pharfar | 3:58   |
| 2.  | "Cigar"          | 59 P & Pharfar | 3:29   |
| 3.  | "Røglude"        | 59 P & Pharfar | 0:19   |
| 4.  | "Penge På Græs"  | 59 P & Pharfar | 3:55   |
| 5.  | "Tvebak"         | 59 P & Pharfar | 0:20   |
| 6.  | "Tjikkah"        | 59 P & Pharfar | 2:38   |
| 7.  | "Radio"          | 59 P & Pharfar | 3:13   |
| 8.  | "Alle Folk"      | 59 P & Pharfar | 0:54   |
| 9.  | "Unger"          | Pilfinger      | 3:06   |
| 10. | "Fabrik"         | 59 P & Pharfar | 3:37   |
| 11. | "Nøgne Mænd"     | 59 P & Pharfar | 3:48   |
| 12. | "3 Stk's Tøj"    | 59 P & Pharfar | 4:16   |
| 13. | "Krigsminister"  | 59 P & Pharfar | 0:51   |
| 14. | "Græder For Dem" | 59 P & Pharfar | 3:01   |
| 15. | "PawPaw"         | 59 P & Pharfar | 4:31   |
| 16. | "Dukkemand"      | 59 P & Pharfar | 17:54  |

Noter
- (*) angiver co-producer.